# Pièces de monnaie en couronne norvégienne
Les pièces de monnaie norvégiennes sont une des représentations physiques, avec les billets de banque, de la monnaie  du royaume de Norvège

## L'unité monétaire norvégienne
La couronne norvégienne  (NOK ) est la devise  du royaume de Norvège depuis son indépendance en 1905. 
La couronne norvégienne est divisée en 100 øre.

## Les pièces de monnaie norvégiennes

### Haakon VII(1905-1957)
La série de l'après-guerre
- La pièce (1952-1957) de 1 øre en bronze
- La pièce (1952-1957) de 2 øre en bronze
- La pièce (1952-1957) de 5 øre en bronze
- La pièce (1951-1957) de 10 øre en cupro-nickel
- La pièce (1952-1957) de 25 øre en cupro-nickel
- La pièce (1953-1957) de 50 øre en cupro-nickel
- La pièce (1951-1957) de 1 couronne en cupro-nickel

### Olav V(1957-1991)
La première série de pièces
- La pièce (1958-1972) de 1 øre en bronze
- La pièce (1958) de 2 øre en bronze
- La pièce (1959-1972) de 2 øre en bronze
- La pièce (1958-1972) de 5 øre en bronze
- La pièce (1958) de 10 øre en cupro-nickel
- La pièce (1959-1972) de 10 øre en cupro-nickel
- La pièce (1958-1972) de 25 øre en cupro-nickel
- La pièce (1958-1972) de 50 øre en cupro-nickel
- La pièce (1958-1972) de 1 couronne en cupro-nickel
- La pièce (1963-1972) de 5 couronnes en cupro-nickel

La seconde série de pièces
- La pièce (1973-1991) de 5 øre en bronze
- La pièce (1974-1991) de 10 øre en cupro-nickel
- La pièce (1974-1991) de 25 øre en cupro-nickel
- La pièce (1974-1991) de 50 øre en cupro-nickel
- La pièce (1974-1991) de 1 couronne en cupro-nickel
- La pièce (1974-1991) de 5 couronnes en cupro-nickel

### Harald V(1991-    )
- Le différent de la Monnaie norvégienne, un marteau de mineur, est frappé sur toutes les pièces.

| série (1996- ) du roi Harald V | série (1996- ) du roi Harald V | série (1996- ) du roi Harald V | série (1996- ) du roi Harald V | série (1996- ) du roi Harald V | série (1996- ) du roi Harald V                                                | série (1996- ) du roi Harald V | série (1996- ) du roi Harald V                                                        | série (1996- ) du roi Harald V | série (1996- ) du roi Harald V | série (1996- ) du roi Harald V |
| Valeur                         | Paramètres techniques          | Paramètres techniques          | Paramètres techniques          | Description                    | Description                                                                   | Description                    | Description                                                                           | Description                    | Artiste                        | Millésimes                     |
| Valeur                         | Diamètre                       | Poids                          | Composition                    | Tranche                        | Avers                                                                         | Avers                          | Revers                                                                                | Revers                         | Artiste                        | Millésimes                     |
| ------------------------------ | ------------------------------ | ------------------------------ | ------------------------------ | ------------------------------ | ----------------------------------------------------------------------------- | ------------------------------ | ------------------------------------------------------------------------------------- | ------------------------------ | ------------------------------ | ------------------------------ |
| 50 øre                         | 18,5 mm                        | 3,60 g                         | 97 % Cu, 2,5 % Zn, 0,5 % Sn    | lisse                          | la couronne royale                                                            |                                | Le serpent de mer de la Stavkirke d'Urnes, la valeur faciale 50 ØRE, la mention NOREG |                                | Grazyna Jolanta Lindau         | 1996 → 2011                    |
| 1 couronne                     | 21,0 mm                        | 4,35 g                         | 75 % Cu, 25 % Ni               | lisse                          | le monogramme royal couronné, la mention NORGE                                |                                | un oiseau stylisé, la valeur faciale 1 KRONE                                          |                                | Ingrid Austlid Rise            | 1997 →                         |
| 5 couronnes                    | 26,0 mm                        | 7,85 g                         | 75 % Cu, 25 % Ni               |                                | le monogramme royal couronné, la mention KONGERIKET NOREG                     |                                | la valeur faciale 5 KRONER et le millésime                                            |                                | Ingrid Austlid Rise            | 1998                           |
| 10 couronnes                   | 24,0 mm                        | 6,80 g                         | 81 % Cu, 10 % Zn, 9 % Ni       |                                | Le portrait du roi Harald V et les mentions HARALD V suivies de ALT FOR NORGE |                                | Le toit d'une Stavkirke, église médiévale, la valeur faciale 10 KR et le millésime    |                                | Nils Aas                       | 1995 →                         |
| 20 couronnes                   | 27,5 mm                        | 9,90 g                         | 81 % Cu, 10 % Zn, 9 % Ni       | lisse                          | Le portrait du roi Harald V et les mentions HARALD V suivie de NORGES KONGE   |                                | La proue d'un navire de vikings, la valeur faciale 20 KR et le millésime              |                                | Nils Aas                       | 1994 →                         |

La pièce de 50 øre a été retirée de la circulation le 1er mai 2012.